# Япсен, Пауль
Пауль Япсен (нем. Paul Japsen; 9 сентября 1843, Берлин — 29 апреля 1907, Берлин) — немецкий скрипач и музыкальный педагог.
Учился у Фердинанда Лауба (скрипка) и Фридриха Киля (теория музыки). С 1872 г. солист Берлинской придворной оперы. Автор ряда статей о технике скрипичной игры. Вёл педагогическую работу, в том числе в Новой Академии музыки; среди его учеников Бенно Гертель.